# Искандер, Фазиль Абдулович
Фази́ль Абду́лович Исканде́р (абх. Фазиль Абдул-иԥа Искандер, имя при рождении — Фазильбе́й; 6 марта 1929, Сухум, Социалистическая Советская Республика Абхазия, СССР — 31 июля 2016, Переделкино, Москва, Россия) — русский прозаик, журналист, поэт, сценарист, общественный деятель. Член Союза писателей СССР с 1957 года. Состоял в Центральной ревизионной комиссии Союза советских писателей (в 1986—1991), сопредседатель секретариата правления СП СССР (1991), народный депутат СССР от Абхазской АССР (1989—1992), член комиссий по Государственным премиям России, по правам человека и помилованиям при президенте РФ, совета по культуре и искусству при президенте РФ. Действительный член РАЕН (1995), Академии российского искусства (1995), Независимой академии эстетики и свободных искусств (1995), почетный доктор Норвичского университета (США), член и лауреат Баварской академии изящных искусств (Германия).
Родился в семье перса и абхазки; отец в 1938 году был депортирован из СССР. В 1947 году Фазиль Искандер окончил русскую школу в Сухуме с золотой медалью, поступил в Московский библиотечный институт, в 1951 году перевелся в Литературный институт имени А. М. Горького, который окончил в 1954 году. Работал в газетах Курска и Воронежа, в 1956 году вернулся в Сухум, работая редактором в абхазском отделении Госиздата. После женитьбы с 1962 года постоянно жил в Москве.
Первые поэтические произведения датированы 1952 годом, первая публикация прозы последовала в 1956 году в журнале «Пионер». Первый сборник стихов Искандера «Горные тропы» вышел на русском языке в 1957 году в Сухуме. В 1962 году были опубликованы два рассказа в журнале «Юность». Печатался в журналах «Литературная Абхазия», «Новый мир», «Неделя». В 1966 году в журнале «Новый мир» была опубликована дебютная повесть писателя — «Созвездие Козлотура», которая вывела Искандера в первый ряд советской литературы. В 1979 году писатель принял участие в неподцензурном альманахе «Метрополь» (повесть «Маленький гигант большого секса»), изданном в США, в результате до середины 1980-х годов практически не печатался. Во время Перестройки началось активное издание старых и новых произведений, вышла философская сказка в жанре антиутопии «Кролики и удавы» (в 1987), роман-эпопея в новеллах «Сандро из Чегема» (в 1989), и многие другие. В течение 1990-х годов выпускались четырёхтомное (Москва, 1991) и шеститомное (Харьков, 1997) собрания сочинений писателя. В начале 2000-х годов выходили новые книги Искандера — «Ночной вагон», «Где зарыта собака», было опубликовано десятитомное собрание сочинений. Произведения неоднократно экранизировались, а также инсценировались в театре.
Проза и поэзия Ф. Искандера образуют художественное единство, обусловленное постоянными мотивами и персонажами, пересекающимися сюжетами, обострённым вниманием к нравственному содержанию. Действие преимущественно происходит в Абхазии (Мухус-Сухум, Чегем). Себя Искандер называл «безусловно русским писателем, много воспевавшим Абхазию». Смеховое начало, проявляющееся в широком спектре от лёгкого юмора до грустной иронии и горького сарказма, соединено в произведениях Искандера с драматизмом и трагедийностью. В прозе христианские мотивы переплетены с национальной мифологией и эпосом посредством стилизации абхазских сказок и легенд. Эссеистику Искандера отличает притчевость и афористичность.
Фазиль Искандер был удостоен государственных наград России и Абхазии, Государственной премии СССР (1989). Награждён Государственной премией РФ (1993), премией имени А. Д. Сахарова «За мужество в литературе» (1991), Пушкинской премией фонда А. Тепфера (1992), премией «Золотой Остап», «Триумф» (1998), памятной медалью РАН «Шедевры русской литературы XX века» за выдающийся вклад в развитие культуры России (2003), и других. В 2011 году удостоен литературной премии «Ясная Поляна» имени Л. Н. Толстого и стал обладателем премии правительства России за сборник «Избранные произведения». Дважды был номинирован на Нобелевскую премию по литературе (в 2012 году — Союзом писателей Москвы, и в 2013 году — писателем Андреем Битовым).

## Биография

### Детство и отрочество (1929—1947)
Дед будущего писателя — Ибрагим Искандер — был родом из Ирана и переехал в Сухум в последние десятилетия XIX века. Он происходил из зажиточной семьи и сумел основать прибыльный кирпичный завод. Ибрагим женился на абхазке Хамсаде Агрба. В 1903 году он построил семейный дом, описанный во многих произведениях Фазиля Искандера. В семье сохранился и Коран, привезённый с малой родины. У Ибрагима было четверо сыновей, из которых старший получил имя Абдул. После революции Абдул Искандер потерял семейное предприятие, работал служащим на мелких должностях, в том числе на бывшем семейном кирпичном заводе. Он не стал принимать советского гражданства. Женился Абдул на абхазке Лели Хасановне Мишелия из села Джгерда (Чегем, где проживала вся родня, был одним из семи выселков Джгерды). В известном смысле это был мезальянс, Лели Мишелия до конца жизни осталась малограмотной, служила продавщицей, и не любила городской жизни. В браке родилось трое детей: старший сын Фиридун, дочь Гюли и младший сын Фазиль (в документах его имя было записано как Фазильбей). В свидетельстве о рождении малограмотный сухумский работник ЗАГСа в пятую графу вписал «персюк». В дальнейшем Искандер-младший в разных документах именовался персом или иранцем и лишь для поступления в ВУЗ удалось выправить документы, в которых он сделался абхазом.
В 1938 году произошла трагедия: отца, как иностранного подданного, депортировали в Иран (он устроился там на железной дороге, изредка посылал в Сухум посылки; о его кончине стало известно только в 1956 году). Двое дядей, имевших гражданство СССР, были арестованы и погибли в лагерях. Абдул Искандер был безалаберным человеком, незадолго до депортации потерял работу, семья жила за счёт помощи деревенской родни и сдавала одну из двух комнат, которые были им выделены после уплотнения городского дома. Вместе с матерью и детьми жил душевнобольной дядя. Детство Фазиля прошло в городе, он даже посещал детский сад, которых в Абхазии было немного. На каникулы детей отправляли к деревенской родне и лишь в 1942-м военном году мать, Гюли и Фазиль переехали в Чегем, где снимали комнату и получили от колхоза землю под огород. Согласно семейному преданию Фазиль, как младший сын, рос почти без присмотра, в деревне его не привлекали к тяжёлым работам. Это обеспечило «отсутствие насильственной вовлечённости в бытовые реалии» и некоторую отстранённость от семейных традиций. Книжные склонности Фазиля определились довольно рано (в школу он пошёл шестилетним), он одинаково свободно говорил по-русски и по-абхазски. Его отдали в русскую школу, по предположению биографов отчасти из-за того, что она располагалась поблизости от дома, а также потому, что в 1930-е годы в интернациональном Сухуме абхазский язык не был престижным. В школах в одинаковом объёме с русским изучался грузинский язык, но им Искандер так и не овладел.
Круг детского чтения Фазиля Искандера был стандартным для того времени: Жюль Верн, Конан Дойл, Майн Рид, журнал «Вокруг света», рассказы из которого даже читал вслух во дворе. Во время деревенских каникул одна из двоюродных сестёр привезла из города толстый том Шекспира, и на десятилетнего Фазиля его комедии произвели огромное впечатление. В 13 лет он прочитал «Анну Каренину», которая также имелась в деревенском доме. Всего школьное образование продлилось двенадцать лет: в национальных республиках цикл обучения был одиннадцатилетним, и год был пропущен из-за войны. За эти годы Фазиль сменил три школы в Сухуме: № 1, № 2 и № 4; в 1945 году вступил в комсомол.

### Высшее образование. Работа по распределению (1947—1956)
Окончив школу с золотой медалью, в 1947 году младший Искандер отправился получать высшее образование в Москву, намереваясь связать жизнь с гуманитарной сферой, особенно литературой. Историю своего поступления в московский ВУЗ он описал спустя четверть века в рассказе «Начало», в котором утверждал, что хотел попасть на философский факультет МГУ. В конце концов Фазиль Искандер поступил в Библиотечный институт с четырёхлетним циклом обучения. Располагался институт в Химках, одноклассниками Искандера стали будущий поэт Зорий Яхнин, и Василий Васильев, который затем устроился в Управлении исправительно-трудовых лагерей. В институтские годы Ф. Искандер впервые профессионально занялся поэзией.
Проучившись три года на библиографа, Фазиль Искандер с выпускного курса перевёлся в Литературный институт, подав на творческий конкурс стихотворный цикл, подкреплённый рекомендацией Союза писателей Абхазии. 31 августа 1952 года Искандер был зачислен на второй курс, но уже в сентябре был перезачислен на третий курс с правом свободного посещения политэкономии, истории новейшего времени и истории зарубежной литературы. Поселился он в Переделкино, где располагалось тогда общежитие. Курс обучения включал насыщенную литературную программу; Фазиль Искандер впервые познакомился с творчеством Достоевского, особенно впечатлившись стихами капитана Лебядкина. Институтским наставником начинающего писателя был поэт-песенник Александр Коваленков. Искандер признавал его эрудицию, а также вспоминал, что наставник стремился показать, что подражание кому-либо — бесперспективно для писателя. 15 июня 1952 года последовала первая публикация Фазиля Искандера — его ученическое стихотворение «В горах Абхазии» было опубликовано в газете «Советская Абхазия». Всего до выпуска из института он опубликовал четыре стихотворения, три из них — в «Советской Абхазии». За время обучения Фазиль Искандер стажировался в Сухуми (всё той же «Советской Абхазии», в 1952 году) и в Махачкале («Дагестанская правда», 1953 год). 24 июня 1954 года постановлением государственной экзаменационной комиссии ему была присвоена квалификация литературного работника. Вместе с ним выпустились Майя Ганина, Владимир Карпов, Кирилл Ковальджи, Леонид Жуховицкий и Зоя Крахмальникова.
По распределению в августе 1954 года Фазиль Искандер был направлен в Брянск, в редакцию газеты «Брянский комсомолец». Публикации за его подписью датированы периодом 9 сентября 1954 — 9 мая 1955 года; в общей сложности 14 статей и заметок за восемь месяцев. Из-за конфликта с редактором — Л. А. Мирошиным, — молодой корреспондент был уволен и перебрался в Курск. 17 августа 1956 года он был зачислен в «Курскую правду»; в личном деле имя писалось как «Фазильбей Абдулович»; первая публикация в этой газете была датирована ещё 12-м августа. Вскоре репортёр был премирован за сатирический фельетон «Эпопея». Всего за год работы в редакции он опубликовал более двадцати материалов, в том числе рецензию на роман Грэма Грина «Тихий американец». Трудовая книжка свидетельствует о регулярно получаемых 27-летним литсотрудником поощрениях. Состоялся и дебют в прозе: в № 11 журнала «Пионер» вышел рассказ «Первое дело», опубликованный благодаря институтскому знакомству с Бенедиктом Сарновым. В феврале 1957 года Фазиль Искандер взял отпуск за свой счёт, и летом перевёлся в абхазское отделение Госиздата, в котором почти год хлопотал о выпуске томика своих стихов «Горные тропы». Публикация состоялась в апреле того же года тиражом 2000 экземпляров, вызвав даже рецензии в московской прессе.

### Начало литературной карьеры. Сухуми — Москва (1957—1969)
Вернувшись в родной город, Фазиль Искандер поселился у матери, которая обеспечивала быт и даже покупала сыну одежду. Зарплата редактора Госиздата была крайне невелика (60 рублей в месяц), но работа позволяла активно писать и получать литературные гонорары. В 1957 году он стал членом Союза советских писателей. Искандер опубликовал несколько десятков стихотворений, в том числе в столичных изданиях («Юность», «Новый мир»), и обратил на себя внимание Георгия Гулиа, в 1960 году удалось выпустить тиражом 2000 экземпляров сборник стихов в «Советском писателе». Сам он тяготился пребыванием на малой родине, поскольку стремился реализовать себя в столице, и не желал превращаться в переводчика на русский язык абхазских национальных писателей и поэтов.
В августе 1959 года Фазиль Искандер познакомился с будущей женой — 19-летней Антониной Михайловной Хлебниковой, приехавшей на летний отдых в Сухуми с родителями. Отцом её был доцент МИИТа, а сама она окончила второй курс Плехановского института. Между молодыми людьми началась переписка, личное общение продолжилось в Москве зимой, когда Искандер получил гонорар за свой столичный поэтический сборник. Искандер и Хлебникова поженились летом 1961 года, несмотря на нежелание родни с обеих сторон, свадьба была очень скромной. Для первой брачной ночи молодой муж снял комнату у глухонемой гречанки, а вся обстановка напомнила новобрачной о лермонтовской «Тамани». С конца 1962 года Искандеры окончательно обосновались в Москве, в основном, из-за беременности Антонины. Хлебниковы жили на улице Горького в доме № 9, где приходилось ютиться впятером в одной комнате коммунальной квартиры. Далее молодая семья съехала на съёмную квартиру, за которую платил тесть. В 1963 году родилась дочь, названная Мариной.
После женитьбы Искандер продолжал заниматься поэзией. В 1961 году вышел последний в Абхазии сборник «Дети Черноморья», далее в 1964—1969 годах вышло три поэтических сборника в Москве, после чего Фазиль Абдулович окончательно перешёл к прозе, начав с рассказов в «Юности», из которых постепенно вырос цикл «Детство Чика». В 1964 году писатель принял участие в коллективном детективе «Смеётся тот, кто смеётся», печатавшемся в газете «Неделя», где ему методом жеребьёвки досталась восьмая из девяти глав. Продуктивность писателя в это время была наивысшей: менее чем за четыре года он опубликовал около двадцати рассказов. В 1966 году одновременно вышел сборник рассказов «Запретный плод» (тираж составил 65 000 экземпляров), поэтический сборник и в «Новом мире» повесть «Созвездие Козлотура». Писатель был включён и в редакционную коллегию престижного ежегодника «День поэзии», войдя в первый ряд советской литературы. Александр Твардовский, который настоял на публикации «Козлотура», дважды выдвигал Ф. Искандера на соискание Государственной премии (в 1966 и 1968 годах). Отдельным изданием повесть вышла как раз в 1968 году, и с тех пор переиздавалась не менее сорока раз. Массовые тиражи и получаемые гонорары позволили писателю вступить в жилищный кооператив и оплатить вступительный взнос в 4000 рублей — огромная по тем временам сумма. Квартира № 104 располагалась на Аэропортовской улице в доме 23. В 1969 году вышла первая экранизация прозы Искандера — фильм «Время счастливых находок».

### Зенит славы. Альманах «Метрополь» и опала (1969—1985)
На рубеже 1960—1970-х годов Фазиль Искандер интенсивно работал. В 1969 году последовало девять публикаций в прозе, в 1970 году был опубликован сборник «Дерево детства», куда вошли «Созвездие Козлотура» и десять новых рассказов, которые много позже войдут в «Детство Чика» и «Сандро из Чегема». В 1972 и 1973 годах новые сборники прозы Искандера издавались стотысячными тиражами. Несмотря на то, что он входил в круг писателей, группировавшихся вокруг редакции «Юности», и отличавшихся оппозиционными власти настроениями, Фазиль Искандер держался наособицу, хотя и подписывал коллективные письма, в том числе в защиту Юрия Галанскова. В тяжёлую депрессию его повергло снятие А. Твардовского с заведования журналом «Новый мир»: Фазиль Абдулович отправил резкую телеграмму на имя А. Н. Косыгина, и даже получил разъяснения от ЦК КПСС. Это не повредило его карьере: Искандер стал «выездным», и в 1970 году совершил путешествие в Чехословакию и ФРГ. В 1971—1973 годы он был принят старшим преподавателем на кафедру художественного перевода Литинститута и вёл семинар абхазской переводческой группы; также писателя включили в редколлегию «Сельской молодёжи», прослывшую в те годы «прогрессивной». В эти же годы он увлёкся английским языком и предпринял собственный перевод «Баллады о Западе и Востоке» Киплинга.
В «Новом мире» в 1973 году началась публикация новелл из будущего романа «Сандро из Чегема», однако условием публикации стали большие цензурные изъятия (в частности, новелла «Пиры Валтасара»). Это вызвало затяжной духовный кризис: с одной стороны, Ф. Искандер был вынужден поступиться рядом принципов, с другой, он зарабатывал только литературным трудом и нуждался в средствах для содержания семьи и родных. Это вынудило его в конце концов передать рукопись для публикации на Западе. В 1979 году роман вышел в издательстве «Ардис» в США, что имело для писателя негативные последствия. На вторую половину 1970-х годов пришёлся наибольший карьерный успех Искандера в советской системе координат. Он продолжал выезжать за рубеж, в 1977 году вышел сборник избранных произведений, включающих ранее опубликованные новеллы «Сандро из Чегема». При этом никогда не позволял себе осуждать ни официальные действия властей, ни своих друзей, которые делались «неблагонадёжными» (как Лев Копелев). Несмотря на внешнее благополучие, Фазиль Искандер испытывал раздражение от цензурирования своих произведений, и принял участие в изданном в США бесцензурном альманахе «Метро́поль», на обложке которого значился в составе редакционной коллегии. В альманахе он поместил рассказ «Маленький гигант большого секса» и «Возмездие» из цикла о Чике, который с цензурными изъятиями был опубликован в СССР в 1977 году. Издание рассматривалось как символическое, которое позволяло закрепить авторские права и сам факт публикации запрещённых цензурой текстов.
19 января 1979 года Искандер (вместе с В. Аксёновым, В. Ерофеевым, Б. Ахмадуллиной и А. Битовым) направил на имя ЦК КПСС и лично Л. И. Брежнева открытое письмо о ситуации в Московской писательской организации. В ответ была дана резолюция организовать к 22 января расширенное заседание секретариата МО СП СССР и представить необходимые выводы; заседание уже было назначено именно на указанный день. На заседании присутствовали В. Аксёнов и Ф. Искандер, который выступил крайне резко, заявив, что разговоры о трудностях печатания заставляют задать вопрос: «Мы что, оккупированы кем-то?». Из-за того что вывезенный в США макет альманаха был напечатан «Ардисом», Аксёнов был исключён из Союза писателей, а Искандера негласно было запрещено печатать. Последнее стало для него, скорее, психологическим ударом, чем материальным. Однако гонорары стали малыми и нерегулярными. В 1979 году Марина Искандер поступала на журфак МГУ, несмотря на опасения, скандал вокруг отца не помешал успешно сдать экзамены.
В 1980 году в течение одного года ушли из жизни сестра Искандера Гюли (заболевшая рассеянным склерозом), затем старший брат Фиридун, а на сороковой день после кончины сына — и 79-летняя Лели Искандер. Своё душевное состояние Фазиль отразил в рассказе «Утраты».
Литературную ситуацию первой половины 1980-х годов Ф. Искандер именовал «лёгким остракизмом». Тем не менее, произведения его продолжали публиковаться, вышло на грампластинке авторское чтение рассказа «Начало», а в 1983 году был напечатан сборник «Защита Чика». За рубежом была опубликована философская сказка «Кролики и удавы», а также новые главы «Сандро из Чегема», над которым продолжалась работа. Если в СССР практически полностью перестали выпускаться рецензии, то, по свидетельству супруги писателя, эмигрантская статья А. Гениса и П. Вайля «Сталин на чегемском карнавале» Фазиля Абдуловича «оживила». В период опалы он вернулся к поэтическому творчеству и переводам. В 1983 году у Фазиля и Антонины родился сын Александр — через двадцать лет после появления дочери. Это вызвало необходимость в смене образа жизни, например, приобретения дачи (до того Искандеры предпочитали дома творчества, особенно в Коктебеле). Семья в основном жила на заработки Антонины Искандер (которая работала редактором в изданиях Академии наук), деньги передавали и земляки-абхазцы. Дачу сначала снимали в Абрамцево, здесь произошло знакомство с отцом Александром Менем, дружбой с которым доселе нерелигиозный Искандер дорожил.

### Перестройка (1985—1991)
Краткий период перестройки оказался для Фазиля Искандера временем максимальной общественной активности, небывалыми были и тиражи его произведений. Новые публикации последовали уже в конце 1985 года. В 1986 году два сборника («Один день Большого Дома» и «Праздник ожидания праздника») вышли 300-тысячным тиражом. В 1987 году вышел впервые за много лет сборник стихотворений «Путь». В 1988 году Книжная палата выпустила 100-тысячным тиражом «Кроликов и удавов». В 1989 году был полностью издан «Сандро из Чегема» — в трёх томах. Наиболее массовым оказалось 800-тысячное издание «Стоянки человека» в 1991 году. К 60-летнему юбилею он был награждён Государственной премией СССР.
Общественная активность Ф. Искандера в 1986—1991 годах началась со встреч с читателями, организатором многих из которых стал Станислав Рассадин — постоянный рецензент писателя на протяжении четверти века. В 1986 году Фазиль Абдулович вошёл в состав правления Союза писателей. В 1987 году писатель смог совершать длительные зарубежные поездки без сопровождения компетентных органов. Во время первого путешествия в Нью-Йорк в 1987 году произошло знакомство с А. Генисом. В марте 1988 года под Копенгагеном была созвана официальная конференция, на которой обменивались мнениями советские и эмигрантские писатели. В противоположность крайней политизированности форума, Искандер едва ли не единственным пытался говорить о писательском предназначении и о «вечном». В 1990 году всё семейство Искандер было приглашено Норвичским университетом на симпозиум к столетию Бориса Пастернака. В мероприятиях принимали участие Наум Коржавин и Булат Окуджава; Искандер и Окуджава были приняты почётными докторами университета.
В 1989 году Фазиль Искандер был избран делегатом Съезда народных депутатов, впрочем, не проявив себя активным политиком. Впоследствии он рассказывал С. Рассадину, что «это было ужасно», тем более, что он не пропускал заседаний. Писатель был избран от Абхазии, однако разочаровал политиков-радикалов, не поддержав отделения республики от Грузии. Несмотря на репутацию либерала, Фазиль Искандер категорически не одобрял всеобщего стремления народов СССР к суверенизации и рассчитывал на сохранение единого государства.

### Новая реальность (1992—2016)
В 1992 году Фазиль Искандер разделил с Олегом Волковым Пушкинскую премию фонда Тёпфера (40 000 немецких марок). В том же году была создана президентская комиссия по помилованиям, в составе которой работали Булат Окуджава, Аркадий Вайнер, Александр Бовин, и другие. В состав комиссии вошёл и Фазиль Искандер, полученный опыт нашёл отражение в сюжетах нескольких его произведений (например, эссе «Мини-убийца»). Писатель не отказался от своей гражданской позиции и либеральных взглядов, последовательно призывал остановить войну в Чечне (подписав «Письмо ста» 1996 года). В 2000 году на президентских выборах поддержал Григория Явлинского.
Ситуация в стране не могла не отразиться и на жизни писателя. В 1991 году из запланированного 200-тысячным тиражом собрания сочинений вышло только два тома. Тиражи стремительно снижались: сборник «Человек и его окрестности» в 1993 году вышел в количестве 50 000 экземпляров, это же два года спустя вышло десятитысячным тиражом, как и сборник «Софи́чка» 1997 года. Десятитомное собрание сочинений 2003—2008 годов печаталось тиражом всего 3000 экземпляров. Из-за грузино-абхазской войны писатель лишился дома в Сухуме, а афера с писательским жилищным кооперативом в 1993 году обошлась Искандеру в 30 000 долларов. Лишь в середине 1990-х годов писатель обрёл загородный дом в Переделкино, в котором обитал до конца жизни. Удачно закончилась в 1994 году и история с писательским домом на Ленинградском проспекте, где соседями Искандера стали Андрей Битов и Андрей Мальгин.
В 1990-е годы Фазиль Искандер приобрёл статус прижизненного классика. К 70-, 75- и 80-летним юбилеям он был награждён орденом «За заслуги перед Отечеством», к 65-летию и 85-летию получил Государственные премии Российской Федерации, а в один год — 2011 — был удостоен Премии правительства России, премий «Большая книга» и «Ясная Поляна». Выдвигали его и на Нобелевскую премию (как минимум, дважды: в 2012 году — от инициативной группы, — и в 2013 году от Русского ПЕН-центра). Не меньше чтили его и в Абхазии; он был старейшиной абхазской диаспоры в Москве.
Искандер скончался от острой сердечной недостаточности 31 июля 2016 года у себя на даче в подмосковном Переделкино на 88-м году жизни. Глубокие соболезнования семье и поклонникам творчества и таланта Искандера выразил Президент России Владимир Путин. Писатель был похоронен 2 августа после отпевания на Новодевичьем кладбище в Москве. В этот день в Абхазии был объявлен траур.

## Литературная деятельность
Смех Искандера естествен, как реакция самой жизни на неестественную формальность официоза. Смех вскрывает и убивает фальшь, глупость и самодовольство тех, кто мнил себя наделённым властью над детьми, блаженными и коровами. Ho этот смех лишён назидательности, нравоучительства. Если хотите — плутовской смех, весёлый обман лжи, надувательство лицемерия. Он уничтожает, утверждая. Этот смех целителен и спасителен, ибо трагические обстоятельства времени столь сильны, что человека без ободряющего присутствия смеха охватили бы отчаяние и безнадёжность. Смех побеждает ложь, предательство, даже смерть.
Искандер писал на русском языке. В 2011 году, в день своего 82-летия, Фазиль Искандер заявил: «Я — безусловно русский писатель, много воспевавший Абхазию. По-абхазски я, к сожалению, не написал ничего. Выбор русской культуры для меня был однозначен».
Искандер — социальный аналитик, сатирик. Главные книги Искандера написаны в своеобразном жанре. Его проза — сплав картин жизни и авторской рефлексии, нередко она тяготеет к философскому формату. Жанровый диапазон прозы: роман-эпопея «Сандро из Чегема», детский эпос «Детство Чика», повесть-притча «Кролики и удавы», эссе-диалог «Думающий о России и американец», повести «Человек и его окрестности», «Школьный вальс, или Энергия стыда», «Поэт», «Стоянка человека», «Софичка», рассказы «Тринадцатый подвиг Геракла», «Начало», «Петух», «Рассказ о море», «Дедушка» и др. Действие многих сочинений Искандера разворачивается в селе Чегем, где автор провёл значительную часть своего детства.
Роман-эпопея «Сандро из Чегема», полный текст которого состоит из 32 глав и почти 1100 страниц, был урезан советской цензурой на две трети. В журнале «Новый мир» (1973, № 8—11) были фрагментарно опубликованы выдержки из романа, объёмом 240 журнальных страниц. Полный текст вышел в США, в издательстве «Ардис», в 1979 и 1981 годах, в СССР издан полностью в трёхтомнике в 1989 году. Роман представляет собой цикл новелл о дяде рассказчика, Сандро, выходце из горной кавказской деревни, на фоне драматической истории России и Абхазии в XX веке. Новеллы составляют вместе нечто вроде современного плутовского романа, в котором нет сквозного действия. Сатира, юмор, философская рефлексия, социальная аналитика синтезированы в самобытный авторский подход к жизни, которая представлена в характерных эпизодах из разных времён — от предреволюционных до позднесоветских. Среди персонажей — Сталин, другие советские руководители.
Искандер размышляет о месте человека в XX веке, акцентируя мотив свободного выбора, но показывая и его сложность в конкретных ситуациях советского времени.
Среди излюбленных тем философских размышлений в произведениях Искандера — понятия справедливости, чести, достоинства, аскетизм, проблема смерти.
Как отмечает Дмитрий Быков, Искандер внёс в русскую литературу идею дома, который в прозе Искандера всегда символизирует мораль, твёрдую и прочную основу бытия. Искандер предлагает усвоить лучшее, что есть в архаической культуре: понятия долга и чести. Он больше, чем кто бы то ни было, сделал для того, чтобы одомашнить эти суровые понятия, привить их читателю в самом обаятельном варианте — через идею очага, семьи, родства.
К числу красных нитей, пронизывающих творчество Искандера, литературоведы относят «распад человечности, забвение веками складывавшейся народной этики», утрату добродетели в погоне за утилитарными выгодами, гибель и разрушение рода, равнодушие людей к будущему народа. Движущей же силой самосохранения человека в жестокое время нравственных утрат и духовного порабощения («Кролики и удавы») являются саркастичный, временами язвительный оптимизм, ни на миг не затихающее в произведениях Искандера противоборство «смех против страха». И плутовской, по определению самого писателя, смех всегда побеждает: у Искандера почти нет произведений с трагическим и безысходным финалом.
Вольфганг Казак отмечал, что Искандер-прозаик отличается богатством воображения. «Искандер предпочитает повествование от первого лица, выступая в роли явно близкого самому автору рассказчика, охотно и далеко отклоняющегося от темы, который среди тонких наблюдений не упускает случая с юмором и критически высказаться о современности». Многим произведениям Искандера присущ стереоскопический «двойной взгляд»: глазами взрослого и глазами ребёнка, когда повествование много пережившего рассказчика перемежается с его воспоминаниями из дня сегодняшнего своего детства и тогдашнего видения мира. Метод произведений Искандера некоторыми литературоведами определялся как «магический реализм» или «мистический реализм».
Книги Искандера переведены на десятки языков мира.
Искандер восхищался поэзией Александра Пушкина и Иосифа Бродского, прозой Фёдора Достоевского и Ивана Тургенева.

## Награды. Память

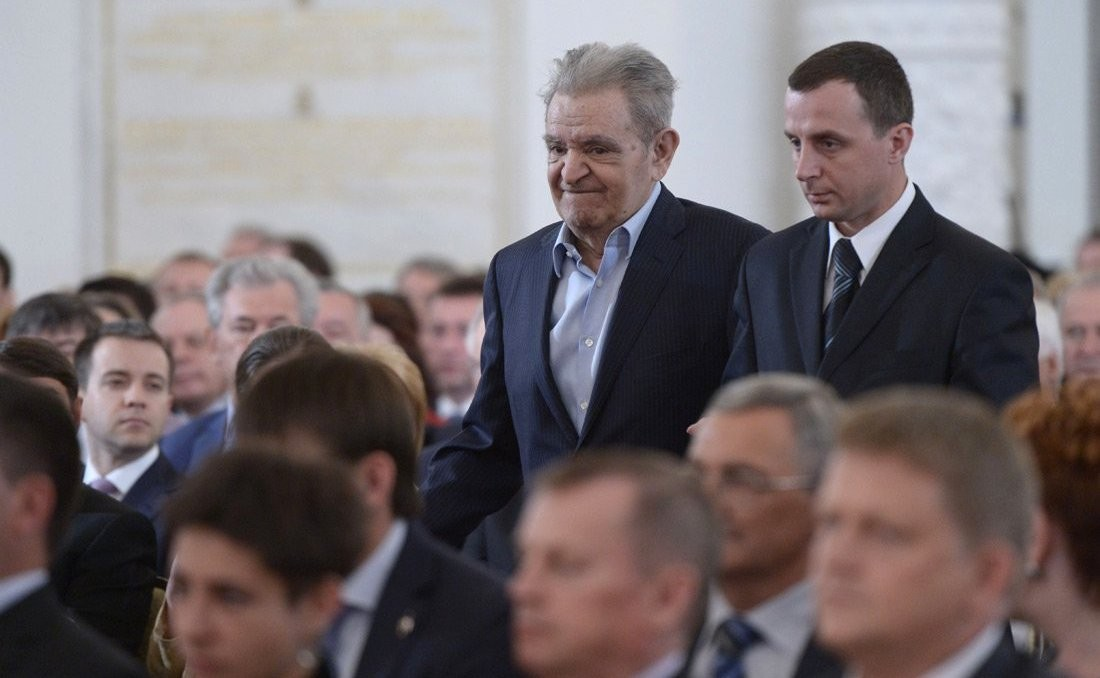
Лауреат Государственной премии Российской Федерации в области литературы и искусства Фазиль Искандер (слева) 12 июня 2014

Фазиль Искандер был удостоен множества государственных и иных наград:
- Орден «За заслуги перед Отечеством» II степени (29 сентября 2004 года) — за выдающийся вклад в развитие отечественной литературы[87].
- Орден «За заслуги перед Отечеством» III степени (3 марта 1999 года) — за заслуги в развитии современной литературы и большую общественную деятельность[88].
- Орден «За заслуги перед Отечеством» IV степени (13 марта 2009 года) — за большой вклад в развитие отечественной литературы и многолетнюю творческую деятельность[89].
- Орден «Честь и слава» I степени (18 июня 2002 года, Абхазия)[90].
- Государственная премия СССР (1989) — за роман «Сандро из Чегема»[5].
- премия Правительства РФ (26 декабря 2011 года) — за книгу «Избранные произведения»[5].
- Пушкинская премия (1993)[5].
- Государственная премия Российской Федерации (1994)[5].
- Государственная премия Российской Федерации — за вклад в развитие отечественной литературы (2014)[91].
- Памятная медаль РАН «Шедевры русской литературы XX века» за выдающийся вклад в развитие культуры России (2003)[5].
- Премия «Триумф» (1999)[5].
- Почётный член Российской академии художеств[92].
- Лауреат премии в области фантастики «Великое Кольцо» в номинации «Крупная форма» за повесть «Кролики и удавы» (1987)[5].
- Спецприз «За честь и достоинство» премии «Большая книга» (2011)[5].
- Премия «Ясная Поляна» имени Л. Н. Толстого в номинации «Современная классика»[5].
- Лауреат Бунинской премии (2013)[93][94].

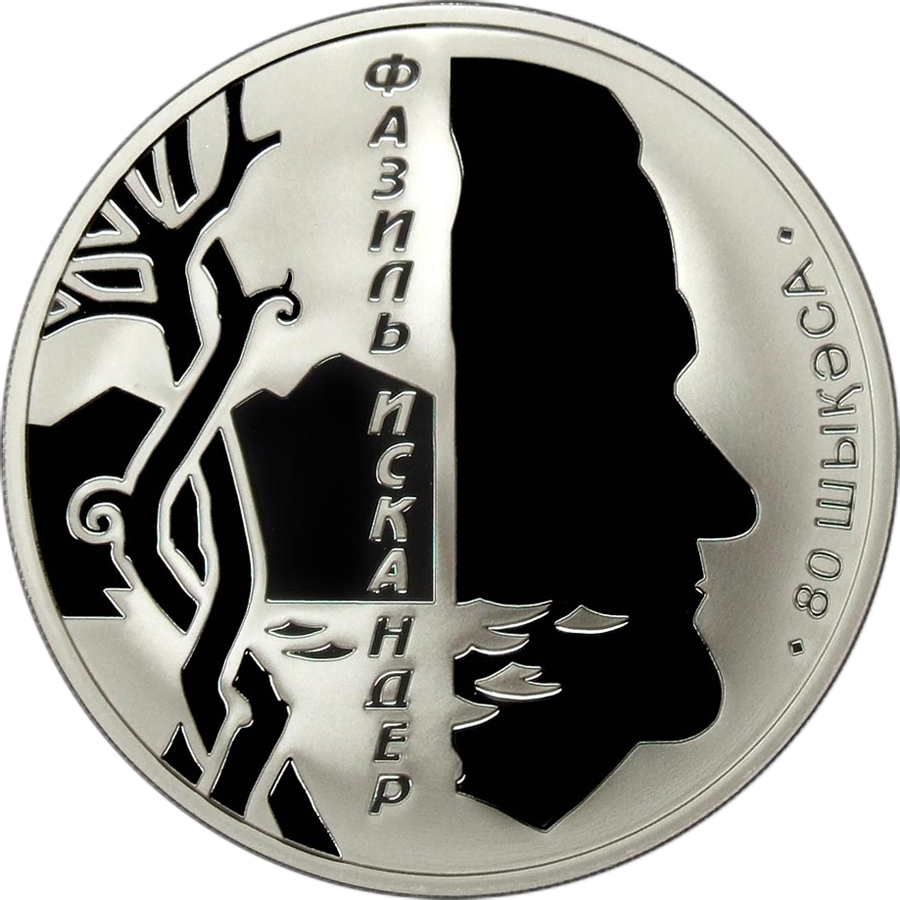
Серебряная монета «Фазиль Искандер» номиналом 10 апсаров из серии «Выдающиеся личности Абхазии»

В 2011 году фонд Михаила Прохорова, учредивший литературную премию «НОС» представил проект «НОС-1973», в рамках которого рассматривались тексты, написанные или впервые опубликованные в 1973 году. Победителем по итогам читательского интернет-голосования оказался роман «Сандро из Чегема». Член жюри Владислав Толстов, объясняя расхождение между выбором жюри и голосованием читателей на сайте премии (жюри избрало «Прогулки с Пушкиным» Синявского), отмечал: «…из того тошнотворного казённого литературного ряда, который представляла собой официозная совлитература 1973 года, выделяются прежде всего книги Стругацких, Искандера, Шукшина. Потому что их тогда читали, выменивали, крали из библиотек, вырезали из толстых журналов и переплетали. Обсуждали. Помнят. Это важно. А вот Терца — не помнят. Ну не помнят, и всё. И не переиздают его именно поэтому».
В 2009 году Банк Абхазии выпустил посвящённую 80-летию Фазиля Искандера памятную серебряную монету из серии «Выдающиеся личности Абхазии», номиналом 10 апсаров. Дизайнер — Батал Джапуа. Композиция на реверсе по вертикали разделена на две равные половины надписью «Фазиль Искандер». На правой стороне изображен профиль Ф. А. Искандера, на левой — очертания горных вершин и берега моря, дерева и виноградной лозы, сплетённых между собой. В 2019 году Банк Абхазии выпустил серию из шести серебряных памятных монет, посвящённых героям Фазиля Искандера — старику Хабугу, Сандро Чегемскому, буйволу Широколобому, чегемскому молельному дереву, мальчику Чику и героям повести «Кролики и удавы». Автор эскизов — Батал Джапуа. Для монеты «Кролики и удавы» применялась цветная печать, для монеты «Широколобый» — прокладка прозрачной синей эмали над гравировкой.
В честь Ф. А. Искандера астроном Крымской астрофизической обсерватории Людмила Карачкина назвала астероид (5615) Iskander, открытый 4 августа 1983 года.
Ещё при жизни писателя в 2014 году его именем названа бывшая московская библиотека семейного чтения № 185 (переименована в библиотеку № 202 «Культурный центр Фазиля Искандера») на Кастанаевской улице. В 2017 году имя Фазиля Искандера было присвоено Государственному русскому театру драмы в Сухуме.

## Произведения
Первоиздания указаны по библиографиям З. Михайловой и В. Шелудько

### Поэзия
- Искандер Ф. А. Горные тропы : стихи. — Сухуми : Абгиз, 1957. — 124 с.
- Искандер Ф. А. Доброта земли : книга стихов. — Сухуми : Абгиз, 1959. — 112 с.
- Искандер Ф. А. Зеленый дождь : стихи. — М. : Сов. писатель, 1960. — 98 с.
- Искандер Ф. А. Дети Черноморья : [Стихи и поэмы]. — Сухуми : [б. и.], 1961. — 146 с.
- Искандер Ф. А. Молодость моря : стихи. — М. : Молодая гвардия, 1964. — 111 с.
- Искандер Ф. Зори Земли : Стихи : [Для сред. и старш. возраста]. — М. : Дет. лит., 1966. — 64 с.
- Искандер Ф. Летний лес : [Стихи] / Ил.: А. И. Гольдман и В. В. Локшин. — М. : Сов. писатель, 1969. — 102 с.
- Искандер Ф. А. Путь : Стихи / Худож. А. Дзидзария. — М. : Сов. писатель, 1987. — 269 с.
- Искандер Ф. А. Стихотворения. — М. : Моск. рабочий, 1993. — 174 с. — Содерж. : Стихотворения; Поэмы: Малыш, или Поэма света; Паром; Баллада о свободе; Эпиграммы и шутки; Переводы из Р. Киплинга. — ISBN 5-239-01360-8.
- Искандер Ф. А. Ежевика : стихи. Поэмы. Переводы. Эпиграммы. Шутки : Междунар. ассоц. твор. интеллигенции «Мир культуры». — М. : Фортуна Лимитед, 2002. — 319 с. — ISBN 5-85695-027-5.
- Фазиль и Антонина Искандеры. Снег и виноград : о любви и не только  : [сборник] : стихи. — М. : Маросейка, 2011. — 212 с. — ISBN 978-5-903271-74-0.

### Проза
- Смеётся тот, кто смеётся (роман-буриме): глава 8 // Неделя. — 1964. — 14—20 июня. — С. 11, 16—17.
Смеётся тот, кто смеётся / Внутренние иллюстрации В. Чижикова. — М. : Эксмо, 2010. — 160 с. — (Юмористика. Шут с тобой). — Фазиль Искандер. Глава восьмая, с. 112—128. — ISBN 978-5-699-21156-2.
- Искандер Ф. А. Три рассказа : Лошадь дяди Кязыма, Время счастливых находок. Дом в переулке // Юность. — 1966. — № 3. — С. 46—63. — Портр. работы В. Красновского.
- Искандер Ф. А. Созвездие Козлотура : повесть // Новый мир. — 1966. — № 8. — С. 3—75.
- Искандер Ф. А. Запретный плод : Рассказы. — М. : Мол. гвардия, 1966. — 256 с. — (Молодые писатели).
- Искандер Ф. А. Тринадцатый подвиг Геракла: рассказы / худож. К. И. Невлер. — М. : Советская Россия, 1966. — 137 с. — (Короткие повести и рассказы). — Содерж. : Время счастливых находок; Тринадцатый подвиг Геракла; Урок игры в шахматы; Молодость моря; Запретный плод; Должники; Петух; Детский сад.
- Искандер Ф. А. Колчерукий : рассказ // Новый мир. — 1967. — № 4. — С. 101—119.
- Искандер Ф. А. Дерево детства : Рассказы и повесть / Ил.: Л. Б. Збарский. — М. : Сов. писатель, 1970. — 367 с.
- Искандер Ф. А. Три рассказа: Лов форели в верховьях Кодора. Письмо. Летним днем // Новый мир. — 1969. — № 5. — С. 3—48.
- Искандер Ф. А. День Чика : повесть // Юность. — 1971. — № 10. — С. 54—68.
- Искандер Ф. Сандро из Чегема : роман // Новый мир. — 1973. — № 8. — С. 152—188; № 9. — С. 70—104; № 10. — С. 100—132; № 11. — С. 71—125.
Искандер Ф. А. Сандро из Чегема : рассказы, роман / худож. М. П. Клячко. — М. : Сов. писатель, 1977. — 479 с.
Искандер Ф. Сандро [из Чегема] : Новые главы. — Ann Arbor (Mich.) : Ардис, 1981. — 235 с. — ISBN 0-88233-721-1.
Искандер Ф. А. Сандро из Чегема: роман в 3 ч. / худож. Н. Недбайло. — М. : Сов. Россия, 1989. — 477 + 478 + 461 с. — ISBN 5-239-00608-3, 5-239-00713-6,  5-239-00700-4.
- Искандер Ф. А. Время счастливых находок : Рассказы и повести / Ил.: М. Алексеев и Н. Строганова. — М. : Мол. гвардия, 1973. — 431 с.
- Искандер Ф. А. Морской скорпион : повесть // Наш современник. — 1976. — № 7. — С. 3—56; № 8. — С. 71—131.
- Искандер Ф. А. Под сенью грецкого ореха : Повести / Худож. М. П. Клячко. — М. : Сов. писатель, 1979. — 392 с. — Содерж.: День и ночь Чика, Морской скорпион, Дерево детства.
- Искандер Ф. Маленький гигант большого секса: повесть // Метрополь: альманах / Сост.: Василий Аксенов, Андрей Битов, Виктор Ерофеев, Фазиль Искандер, Евгений Попов. — Ann Arbor: Ardis, 1979. — С. 381—425. —ISBN 0-88233-475-1.
- Искандер Ф. Кролики и удавы. — Ann Arbor: Ardis, 1982. — 149 с. — ISBN 0-88233-722-X
Искандер Ф. А. Кролики и удавы : философ. сказка / Рис. С. Тюнина // Юность. — 1987. — № 9. — С. 20—62.
Искандер Ф. А. Кролики и удавы : Проза послед. лет / Вступ. ст. Н. Ивановой. — М. : Кн. палата, 1988. — 285 с. — Содерж.: Школьный вальс, или Энергия стыда: Повесть; Рассказы: Табу; Чик идет на оплакивание; Бармен Адгур; Утраты; Кролики и удавы: Философская сказка. — ISBN 5-7000-0016-4.
- Искандер Ф. Большой день большого дома : Рассказы. — Сухуми : Алашара, 1986. — 320 с.
- Искандер Ф. А. Избранное. — М.: Советский писатель, 1988. — 576 с. — 100 000 экз.
- Искандер Ф. А. Кофейня в море: Пьеса // Театр. — 1988. — № 6. — С. 132—165.
- Искандер Ф. А. Стоянка человека : повесть / худож. А. Озеревская, А. Яковлев. — М. : Мол. гвардия, 1990. — 285 с. — ISBN 5-235-00949-5.
- Искандер Ф. А. Человек и его окрестности : роман. — М. : Ред.-произв. агентство «Олимп» : ППП, 1993. — 317 с. — (My best : Книги русского ПЕН-клуба; Вып. 1, кн. 1). — ISBN 5-7390-0121-8.
- Искандер Ф. А. Софичка : повести и рассказы. — М. : Вагриус, 1997. — 493 с. — Содерж.: Повести: Софичка; Пшада; Рассказы ; Статьи. — ISBN 5-7027-0443-6.
- Искандер Ф. А. Сюжет существования : повесть. Рассказы. — М. : Подкова, 1999. — 663 с. — ISBN 5-89517-043-0.
- Искандер Ф. А. Незваный гость : рассказ // Звезда. — 1999. — № 1. — С. 13—15.
- Антология сатиры и юмора России XX века / Сост. Э. Мороз;. — М. : Эксмо-Пресс, 2001. — Т. 14: Фазиль Искандер : [Сб. произведений]. — 702 с. — Краткая антология предисловий: Н. Иванова «Смех против страха» (1988); С. Рассадин «Фазиль, или Оптимизм» (2000). — ISBN 5-04-007934-6.

### Собрания сочинений
- Искандер Ф. А. Собрание сочинений: в 4 т. / предисл. И. Виноградова. — М. : Молодая гвардия, 1991.
- Искандер Ф. А. Собрание сочинений : в 6 томах : Независимая акад. эстетики и свобод. искусств / худож.-ил. А. Н. Шевченко. — Харьков, Назрань : Фолио, АСТ, 1997. — (Настоящее). — ISBN 5-7150-0358-X.
- Искандер Ф. А. Собрание: в 10 т. / Ил.:Валерий Калныньш. — М. : Время, 2004—2008.
- Искандер Ф. А. Избранные произведения / вступ. статья Дм. Быкова. — М. : Регион. обществ. фонд «Мир Кавказа»; Аталанта, 2010. — 591 с. — ISBN 978-5-99023-53-11.
- Искандер Ф. Малое собрание сочинений. — СПб. : Азбука, 2014. — 667 с. — Содерж.: Школьный вальс, или Энергия стыда: повесть; Созвездие Козлотура: повесть; Пиры Валтасара: рассказ; Кролики и удавы: повесть-притча ; Софичка: повесть ; Начало; Петух; Рассказ о море; Детский сад; Мой первый школьный день [и др.]. — ISBN 978-5-389-07953-3.

## Театр, кино, телевидение
Произведения Фазиля Искандера неоднократно экранизировались, в том числе при его участии как сценариста. Интерес к «Козлотуру» и «Сандро…» в 1960—1970-е годы проявлял Георгий Данелия, но контакта между писателем и режиссёром так и не сложилось. Впоследствии Фазиль Абдулович был недоволен всеми экранизациями своих произведений, и утверждал, что лишь у Данелии могло бы что-то получиться.
- 1969 — «Время счастливых находок» (Ф. Искандер — соавтор сценария, эпизодическая роль)[105][106][107].
- 1984 — «Снег в сентябре» по рассказу «Заира»[108].
- 1986 — «Чегемский детектив»[109].
- 1989 — «Праздник ожидания праздника» (трёхсерийный телефильм по циклу «Детство Чика»)[110].
- 1989 — «Воры в законе» по мотивам рассказов «Бармен Адгур», «Чегемская Кармен»[111][112].
- 1989 — «Созвездие Козлотура» по мотивам одноимённой повести[113].
- 1989 — «Пиры Валтасара, или Ночь со Сталиным» по мотивам главы «Пиры Валтасара» романа «Сандро из Чегема»[114][115].
- 1991 — «Расстанемся, пока хорошие» по мотивам рассказа «Дудка старого Хасана»[116][117].
- 1992 — «Маленький гигант большого секса» по мотивам повести «О, Марат!»[118].
- 2004 — «Привет от Цюрупы!», телеверсия спектакля Театра Сатиры по мотивам произведения «Думающий о России и американец»[119][120].
- 2016 — «Софичка» по мотивам одноимённой повести[121].

Фазиль Искандер в 1988 году опубликовал театральную пьесу «Кофейня в море». Дочь писателя — Марина Искандер — отметила, что спектакли по произведениям её отца ставят не слишком часто, но регулярно, особенно в народных театрах или учебные — в театральных вузах. В частности, Реутовский молодёжный культурно-досуговый центр поставил спектакль по мотивам рассказа «Мой дядя самых честных правил». В 2004 году московский Театр Сатиры поставил спектакль «Привет от Цюрупы», в главных ролях в котором сыграли Александр Ширвиндт и Михаил Державин. Режиссёр Сергей Коковкин положил в его основу «эссе-диалог» Фазиля Искандера «Думающий о России и американец». Американец-Державин изображал «вальяжного сангвиника, весьма эрудированного в вопросах русской революции, но наивного и ничего не понимающего в современности». Его визави — Ширвиндт — играл мрачного алкоголика в рубашке с надписью «Россия». По мнению рецензента — Ирины Чайковской, — при всей трагичности исходного литературного произведения, трагедии не получилось:

…Мы разные, мы по-разному думаем, говорим и слышим. Не потому ли задача отыскания общего языка, взаимопонимания, без которого не обойтись в современном мире, так для нас трудна?
С 2015 года в Сухуме проводится фестиваль искусств «Стоянка человека», названный по одному из произведений Фазиля Искандера. Мероприятие 2016 года было посвящено театру, оно открылось премьерой спектакля Мадины Аргун «Кролики и удавы», также был показан спектакль студентов театрального факультета Московского института телевидения и радиовещания Останкино «O, Марат!» Сергея Коковкина и Анны Родионовой. В 2022 году в Сухуме был поставлен спектакль «Рассказ мула старого Хабуга», по мотивам одной из глав романа «Сандро из Чегема». Режиссёр-постановщик — Антон Корнилов — одержал победу в режиссёрской лаборатории «Сандро», главной темой которого был роман Ф. Искандера. Режиссёр заявил:

Искандер воплощается хоть и русском театре, но в абхазском русском театре, и артисты в большинстве своем абхазы, мне показалось, что именно в воплощении его произведения нет никаких трудностей. Для каждого из артистов это было что-то родное и понятное на каком-то другом уровне, который до сих пор я не понимаю. Поэтому целиком и полностью доверился артистам. Есть национальный автор Фазиль Искандер и есть его текст, который так живо и органично звучит из уст артистов абхазского русского театра.

### Комментарии
1. ↑  Критик Наталья Иванова так резюмировала тематику искандеровских корреспонденций:
 
«О колхозном ученом-новаторе Т. С. Мальцеве.

О плохой подготовке к зимовке скота.

О недостатках комплектования сельских библиотек.

О слабой постановке спортивной работы.

О недостаточном ассортименте спорттоваров.

О школьном литературном кружке.

О токаре шестого разряда и его самообразовании»[22].

### Словарно-энциклопедические издания
- Иванова Н. Б. Искандер Фазиль Абдулович // Русские писатели 20 века: биографический словарь / Гл. ред. и сост. И. А. Николаев. — М. : Большая росс. энциклопедия; Рандеву, 1996. — С. 314—316. — 808 с. — ISBN 5-85270-289-7.
- Искандер, Фазиль Абдулович : [арх. 8 мая 2017] / Иванова Н. Б. // Излучение плазмы — Исламский фронт спасения [Электронный ресурс]. — 2008. — С. 721. — (Большая российская энциклопедия : [в 35 т.] / гл. ред. Ю. С. Осипов ; 2004—2017, т. 11). — ISBN 978-5-85270-342-2.
- Искандер, Фазиль Абдулович. Кругосвет.
- Казак В. Искандер Фазиль Абдулович // Лексикон русской литературы XX века = Lexikon der russischen Literatur ab 1917 / [пер. с нем.]. — М. : РИК «Культура», 1996. — С. 168—169. — XVIII, 491 с. — 5000 экз. — ISBN 5-8334-0019-8.
- Кулаева Л. М. Ф. А. Искандер : библиография // Библиография. — 1994. — № 6. — С. 57—61.
- Михайлова З. Б. Фазиль Искандер : биобиблиографический указатель : К 60-летию образования СССР / вступ. ст. Б. М. Сарнова. — Ульяновск : [Б. и.], 1982. — 160 с. — (Советские писатели). — Областная базовая центральная межсоюзная б-ка профсоюзов.
- Справочник Союза писателей СССР [по состоянию на 01.01.1970] / ред. М. В. Горбачев, сост. Н. В. Боровская. — М. : Советский писатель, 1970. — 792 с. — 6000 экз.
- Справочник Союза писателей СССР [по состоянию на 01.06.1985] / Ред. К. Н. Селихов; сост.: В. А. Астахова, А. И. Либецкая, Л. И. Цветкова. — М. : Советский писатель, 1986. — 784 с. — 10 000 экз.
- Чертков Л. Н. Искандер Ф. А. // Краткая литературная энциклопедия / Гл. ред. А. А. Сурков. — М. : Сов. энцикл., 1966. — Т. 3: Иаков — Лакснесс. — Стб. 192.
- Чупринин С. И. Русская литература сегодня. Путеводитель. — М. : ОЛМА-ПРЕСС, 2003. — 445 с. — ISBN 5-224-04582-7.
- Чупринин С. И. Жизнь по понятиям : русская литература сегодня. — М. : Время, 2007. — 766 с. — ISBN 5-9691-0129-X.
- Шелудько В. Фазиль Искандер — писатель, мудрец, философ : библиографический указатель. — М. : Библиотека—культурный центр Фазиля Искандера ГБУК г. Москвы «ЦБС ЗАО», 2016.
- Kanevskaya M. Fazil’ Abdulevich Iskander // Dictionary of Literary Biography / Edited by Christine Rydel. — Detroit [etc.] : Thomson Gale, 2005. — Vol. 302: Russian Prose Writers After World War II. — P. 120—137. — xxxvi, 532 p. — ISBN 0-7876-6839-7.

### Статьи и монографии

#### На русском языке
- Бигуаа В. А. Абхазская литература в историко-культурном контексте : Исслед. и размышления : Моск. исслед. центр абхазоведения. — М. : Интеллект, 1999. — 299 с.
- Виноградов И. И. Русская проза чегемского мудреца Фазиля Искандера // Духовные искания русской литературы. — М. : Русский путь, 2005. — С. 425—437. — 672 с. — ISBN 5-85887-230-1.
- Выгон Н. С. «День жизни отличать от ночи», или Фазиль Искандер // Преподаватель XXI век. — 2012. — № 4, ч. 2. — С. 355—361.
- Ермолин Е. Твердь: мироздание по Искандеру // Континент. — 2004. — № 2. — С. 377—389.
- Жолковский А. К. Осторожно, треножник!. — М. : Время, 2010. — 494 с. — (Серия «Диалог»). — ISBN 978-5-9691-0496-9.
- Жолковский А. К. Фазиль-американец // Поэтика за чайным столом и другие разборы: Сб. статей. — М. : Новое литературное обозрение, 2014. — С. 438—453. — 824 с. — (Новое литературное обозрение. Научное приложение. Вып. CXXX). — ISBN 978-5-4448-0189-5.
- Зотов И. Искандер и его окрестности. Story. Дата обращения: 28 мая 2022.
- Иванова Н. Б. Смех против страха, или Фазиль Искандер. — М. : Сов. писатель, 1990. — 312 с. — ISBN 5-265-01500-0.
- Козэль О. С. Проза Фазиля Искандера. Мировидение писателя. Поэтика : диссертация ... кандидата филологических наук : 10.01.02. — М., 2006. — 160 с.
- Ладария М. Г. Сборник статей по абхазской литературе (1960—2005). — Сухум : Абхазский государственный университет, 2005. — 184 с.
- Мкртчян М. Новелла Ф. Искандера «Пиры Валтасара» в контексте интертекстуальных связей // Вестник Ереванского университета. Русская филология. — 2017. — № 1 (7). — С. 41—52.
- Попов Е., Гундарин М. Фазиль : опыт художественной биографии. — М. : АСТ : Редакция Елены Шубиной, 2022. — 461 с. — (Великие шестидесятники). — ISBN 978-5-17-145596-5.
- Рассадин С. Б. Среди людей (рецензия на книги Ф. Искандера «Дети Черноморья» и «Молодость моря») // Новый мир. — 1964. — № 12. — С. 233—237.
- Рассадин С. Б. Последний чегемец // После потопа. — М. : Правда, 1990. — С. 26—47. — 48 с. — (Библиотека «Огонёк», №28). — ISSN 0132-2095.
- Рассадин С. Б. Советская литература. Побежденные победители. Почти учебник. — СПб. : ООО ИНА-ПРЕСС, Новая Газета, 2006. — 368 с. — ISBN 5-87135-179-4.
- Сарнов Б. М. Бремя таланта : портреты и памфлеты. — М. : Советский писатель, 1987. — 382 с.
- Сарнов Б. М. Красные бокалы. Булат Окуджава и другие. — М. : ACT, 2014. — 476 с. — (Литературные мемуары Бенедикта Сарнова). — ISBN 978-5-17-081773-3.
- Шевель Е. А. Философская сказка Ф. Искандера «Кролики и удавы» : феноменология жанра : автореферат дис. … кандидата филологических наук : 10.01.01. — Махачкала, 2012. — 24 с. — Место защиты: Дагестан. гос. ун-т.

#### На западных языках
- Clowes E. W. Russian experimental fiction : resisting ideology after Utopia. — Princeton, New Jersey : Princeton University Press, 1993. — xvi, 236 p. — ISBN 0-691-03222-X.
- Lowe D. A. Russian writing since 1953. — New York : The Ungar Publishing Company, 1987. — vii, 208 p. — ISBN 0-8044-2554-X.
- Shneidman N. N. Russian literature, 1988—1994 : the end of an era. — Toronto, Buffalo, London : University of Toronto Press Incorporated, 1995. — xii, 245 p. — ISBN 0-8020-0507-1.
- Shneidman N. N. Russian literature, 1995—2002 : on the threshold of the new millennium. — Toronto, Buffalo, London : University of Toronto Press Incorporated, 2004. — ix, 209 p. — ISBN 0-8020-8724-8.